# Philips Galle
Philip Galle (Haarlem 1537-Amberes 1612) fue uno de los impresores y grabadores más importantes de los Países Bajos meridionales y de toda Europa, conocido por sus grabados en láminas de cobre que reproducían pinturas. Nació en Haarlem (Países Bajos) y trabajó en Amberes con Hieronymus Cock desde 1557, antes de establecerse en 1563 en Haarlem como impresor independiente. En 1569, escapando del asedio de Haarlem, retornó a Amberes, de donde fue nombrado ciudadano en 1571. Tuvo una estrecha relación con Cristóbal Plantino, con el que llegó a emparentar cuando su hijo Theodoor se casó con Catharina Moerentorff (Moretus), hija de Jan Moretus y Martina Plantijn, herederos de la Oficina Plantiniana, y con Benito Arias Montano, encargándose de las estampas de sus obras poéticas, y como ellos debió de estar próximo a la Familia Caritatis.
Tuvo como discípulos a sus propios hijos Theodoor, Cornelis y Philips II, y a sus yernos Adriaen Collaert, casado con su hija Justa, y Karel van Mallery, que contrajo matrimonio con su hija Catharina, además de a Hendrik Goltzius, entre varios otros. 
Una de las colecciones privadas más relevantes con fondos de estampas de esta saga de artistas flamencos de los Galle, es la Colección Espínola, que desde el siglo XVI han conservado una extensa serie de estampas de las cuales se consideran, muchas de ellas el posible catálogo de los Galle, ya que se han conservado tal cual salieron de las prensas de impresión, formando cuadernillos; es decir, no se han recortado para convertirse en láminas independientes sueltas de tres imágenes grabadas por cara.   